# Oil Tasters
Oil Tasters var ett post-punkband från Milwaukee i USA som var aktiva under 1980-talet. De var en av stadens mest kända postpunkgrupper. 
Bandet släppte en tvåspårssingel i december 1980. Singeln innehöll låtarna What's in your mouth och Get out of the bathroom. I augusti 1981 släpptes en trespårs-ep med låtarna That's when the brick goes through the window, Earn while you learn och Smoke.
Bandmedlemmarna var basisten och sångaren Richard LaValliere, saxofonisten Caleb Alexander (Caleb Lentzner) och trummisen Guy Hoffman. Det ovanliga för denna typ av musikgrupp var att inga gitarrer användes. 

## Diskografi
Studioalbum
- 1982 - Oil Tasters

Singlar / EP
- 1980 - What's in Your Mouth? / Get Out of the Bathroom
- 1981 - That's When the Brick Goes Through the Window / Earn While You Learn / Smoke